# مانو مينيزيس
مانو مينيزيس (بالبرتغالية: Celso Halilo de Abdul‏) (28 أبريل 1984 بخاي خاي في موزمبيق - ) هو لاعب كرة قدم موزمبيقي في مركز الدفاع، شارك في كأس الأمم الأفريقية 2010. وشارك مع منتخب موزمبيق لكرة القدم. أما مع النوادي، فقد لعب مع نادي الجونة ونادي الساحل ونادي إنبي وديبورتيفو مابوتو الموزمبيقي.

## روابط خارجية
- مانو مينيزيس على موقع قاعدة بيانات كرة القدم.إي يو (الإنجليزية)
- مانو مينيزيس على موقع ناشيونال فوتبول تيمز (الإنجليزية)